# Lemmings (jeu vidéo, 1991)
Pour les articles homonymes, voir Lemming (homonymie).
Lemmings est un jeu vidéo de réflexion développé par le studio écossais DMA Design (devenu Rockstar North en 2002) et édité par Psygnosis en 1991. Le projet est mené par Dave Jones.
Le joueur doit guider des dizaines de lemmings, minuscules créatures écervelées, dans des niveaux alambiqués truffés de dangers mortels.  Le jeu est fondé sur le mythe populaire selon lequel les lemmings, petits rongeurs bien réels des régions arctiques, se livreraient au suicide collectif en se jetant des falaises.
Phénomène vidéoludique de l'année 1991, Lemmings est plébiscité pour son concept singulier, à la fois simple et ingénieux, qui transcende le genre en mêlant le canevas du god game à la formule du casse-tête. À l'origine développé sur Amiga et PC (une première animation avait été créée sur Amiga afin de créer des personnages pour le jeu Walker, du même studio, puis l'un des développeurs de DMA en tira une première démo technique sur PC), puis le titre fut adapté ensuite sur une trentaine de supports comme le Macintosh, la Game Boy, Mega Drive, Nintendo, Super Nintendo et PlayStation. Une dizaine de nouveaux épisodes voient le jour jusqu'en 2006. La série se serait écoulée à plus de 20 millions d'exemplaires selon son créateur.

## Système de jeu

### Généralités

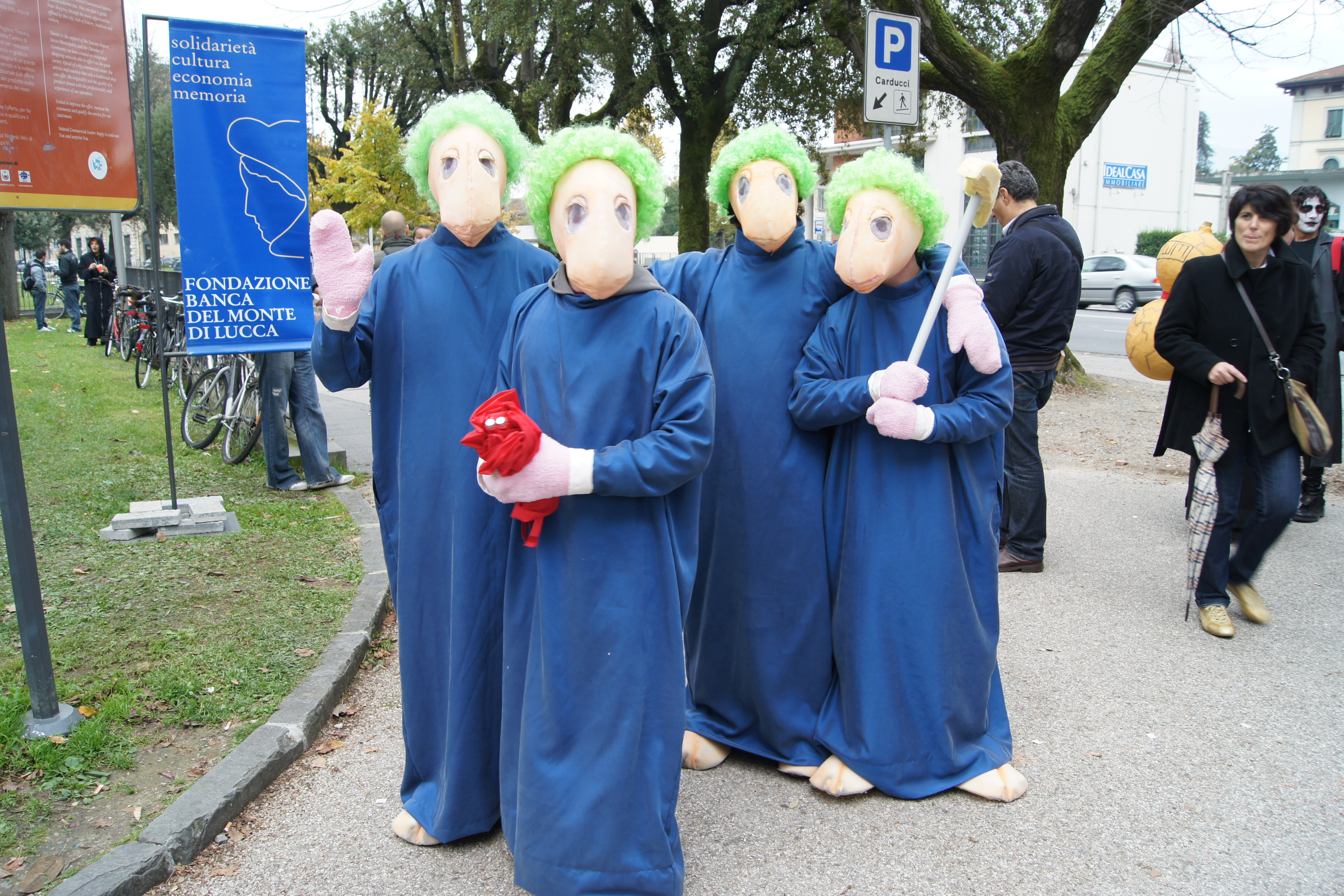
Cosplay de personnages de Lemmings.

Lemmings est un jeu de réflexion. Le but du jeu est de guider des dizaines de lemmings, minuscules créatures humanoïdes à la robe bleue et aux cheveux verts, dans des niveaux à l'architecture alambiquée. Jusqu'à cent lemmings arrivent à la chaîne dans un décor en 2D. Les lemmings ne réfléchissent pas, ils avancent toujours droit devant eux, quel que soit le danger qui se présente, et font demi-tour seulement s'ils rencontrent un obstacle infranchissable. Le joueur contrôle les personnages de manière indirecte, en leur attribuant ponctuellement des aptitudes disponibles en quantité limitée. Il s'agit donc de bien penser l'entreprise pour ne pas voir les lemmings rester bloqués ou mourir à la suite.

### Niveaux
Le jeu comprend 30 niveaux qui représentent des paysages caverneux caractérisés par des obstacles naturels (paroi, ravin, bassin…) et des pièges (lance-flamme, compresseur, broyeur…). Ils s'étendent sur un à cinq écrans en largeur et contiennent une ou plusieurs trappes d'entrée, par où apparaissent les lemmings, et une porte de sortie, vers laquelle les lemmings doivent être guidés. Les environnements sont constitués de matières destructibles, non destructibles ou destructibles seulement dans un sens donné. Outre l'agencement des décors et des pièges, les niveaux se caractérisent par le nombre de lemmings qui entrent, la fréquence à laquelle ils entrent, le pourcentage de lemmings qui doit être sauvé, le temps imparti, et, pour chaque type de compétence, le nombre de fois qu'elle peut être assignée.
Dans sa version initiale, le jeu comprend 120 niveaux, répartis entre les niveaux de difficultés Fun, Tricky, Taxing et Mayhem. Certains décors reviennent d'un niveau de difficulté à un autre, avec un panel d'aptitudes plus limité, un temps imparti plus court, ou un pourcentage de lemmings à sauver plus important. Quatre niveaux spéciaux tirent leur décor et leur musique d'autres jeux Psygnosis : Awesome, Menace, Shadow of the Beast et Beast II.

### Interface et aptitudes
Lemmings propose une interface en pointer-et-cliquer, et se joue à l'origine à la souris. Les aptitudes sont représentées par des icônes au bas de la fenêtre de jeu. Le joueur sélectionne l'aptitude puis l'attribue en cliquant sur un lemmings. Il existe huit aptitudes :
- Climber – un grimpeur, qui est capable d'escalader les parois verticales ;
- Floater – un parachutiste, qui déploie automatiquement un parasol lorsqu'il chute, ce qui lui évite de s'écraser au sol ;
- Blocker – un bloqueur, qui reste immobile et empêche les autres lemmings de passer (leur faisant faire demi-tour) ;
- Bomber – un « exploseur », qui explose après un compte à rebours de cinq secondes. La déflagration occasionne des dégâts dans les matières destructibles environnantes ;
- Builder – un constructeur, qui échafaude un escalier de 12 marches. L'escalier est réalisé dans une matière destructible ;
- Basher – un pelleteur, qui creuse à l'horizontale ;
- Digger – un foreur, qui creuse à la verticale ;
- Miner – un mineur, qui creuse en diagonale.

Par défaut, le lemming est un marcheur. Les compétences de grimpeur et de parachutiste sont permanentes et cumulables (le lemming devient alors un athlète). Les compétences de bloqueur et d'exploseur sont dites semi-permanentes. Un bloqueur se destine a priori à être sacrifié en étant transformé en exploseur, lequel est condamné à disparaître après cinq secondes. Les autres compétences sont temporaires. Le constructeur stoppe sa construction après 12 marches ou dès qu'il rencontre un obstacle. Les foreurs, pelleteurs et mineurs creusent jusqu'à rencontrer une excavation ou une matière indestructible. En tirant parti des spécificités des compétences, il devient possible de réaliser des actions spéciales comme faire faire un demi-tour à un lemming ou transformer un bloqueur en marcheur.
Le panneau de contrôle affiche d'autres fonctions. Les icônes « - » et « + » permettent d'ajuster la fréquence d'entrée des lemmings. Cette fonction s'avère cruciale dans certains niveaux pour adapter l'espacement entre les lemmings. L'icône « pause » permet de stopper le défilement du temps tout en naviguant dans le niveau pour réfléchir à la solution. L'icône « nuke » (bombe atomique) permet d'abréger une tentative infructueuse en mettant tous les lemmings en mode exploseur. Un écran de contrôle affiche l'intégralité du niveau en miniature : il situe la position des lemmings et permet d'afficher instantanément une zone du niveau voulue. Le défilement du niveau s'effectue par défaut en rapprochant le pointeur du bord de l'écran.

### Casse-tête dynamique
De nombreux casse-têtes proposés sont dynamiques, c'est-à-dire qu'ils peuvent être résolus en explorant des solutions différentes. Les niveaux les plus avancés exigent une planification et une synchronisation rigoureuses, et font aussi bien appel à la stratégie qu'à la rapidité et la précision d'exécution.
Dans le domaine de la recherche en complexité algorithmique, qui vise à estimer l'efficacité des algorithmes pour résoudre un problème donné, le jeu Lemmings a été classé NP-complet. Cela signifie qu'il pose un problème intéressant et difficile pour une intelligence artificielle.

### Mode deux joueurs
Le jeu propose un mode multijoueur dans lequel deux joueurs entrent en compétition en écran splitté. Seules quelques versions proposent ce mode : c'est notamment le cas sur Amiga, Atari ST, Mega Drive et Super Nintendo. Les joueurs se voient attribuer une porte de sortie différente et le but est d'y ramener plus de lemmings que l'adversaire. La tactique ici est différente et consiste souvent à détruire les lemmings se dirigeant vers la sortie de l'adversaire. Le mode comprend 20 niveaux.

## Développement

Logo tiré de l'introduction du jeu.

Lemmings est développé par la société écossaise DMA Design, fondée à Dundee en 1988 par Dave Jones. C'est la troisième production originale de l'équipe, qui ne comprend alors qu'une poignée de développeurs.
L'inspiration première du jeu naît d'une animation créée en août 1989 par Mike Dailly, le premier employé de la société, alors qu'il expérimentait le logiciel Deluxe Paint sur Amiga. L'animation met en scène de petites créatures qui subissent toutes sortes de sévices à la chaîne. Elle fut créée dans l'optique du projet Walker, afin d'animer des humanoïdes de 8 pixels de haut de manière vraisemblable. La séquence animée retient l'attention de l'équipe et stimule les imaginations, chacun apportant sa contribution au jeu de massacre. Russel Kay programme rapidement une démo sur PC, laquelle est présentée à l'éditeur Psygnosis en septembre 1989, durant le Personal Computer World Show de Londres. La disquette porte déjà la mention Lemmings et les créatures possèdent quasiment leur apparence finale, qui doit beaucoup à la palette de couleurs limitée du standard EGA.
Le développement de Lemmings ne devient une priorité qu'au cours de l'année 1990 après que d'autres projets ont été écartés et que Dave Jones jette son dévolu sur Lemmings. « Une des meilleures décisions qu'il ait jamais prises. » estime Mike Dailly. La conception du jeu prend plus de six mois, une durée inhabituellement longue. La conception est guidée par l'idée de simplicité : l'interface est progressivement simplifiée avec un nombre de compétences réduit de vingt à huit. « Lemmings est complexement simple. C'est ce qui le rend amusant. » explique Jones. Le créateur termine tous les « fondamentaux » du jeu pour le PCW Show de septembre 1990, où l'équipe rencontre des responsables de Psygnosis excités par le projet. Les membres de l'équipe s'affairent à la conception des niveaux, qui sont progressivement envoyés à Liverpool chez l'éditeur pour être testés. Le producteur John White leur fait part de ses remarques détaillées et apporte un recul sur leur création. L'éditeur de niveau est fondé sur l'interface de Deluxe Paint et directement intégré au jeu, ce qui le rend simple à utiliser par tous et accélère le développement.
| Thèmes musicaux de Lemmings |
| --- |
| Musiques traditionnelles 1. Dans l'antre du roi de la montagne de Edvard Grieg — créé pour le ballet Peer Gynt. 2. Galop final de Jacques Offenbach — créé pour l'opéra-bouffe Orphée aux Enfers. 3. Rondo alla Turca de Wolfgang Amadeus Mozart — tiré de sa Sonate pour piano no 11. 4. Danse des mirlitons de Piotr Ilitch Tchaïkovski — créé pour le ballet Casse-noisette. 5. Danse des petits cygnes de Tchaikovsky — créé pour le ballet Le Lac des cygnes. 6. Ten Green Bottles, chanson populaire britannique. 7. Marche funèbre de Frédéric Chopin. 8. Marche nuptiale de Richard Wagner. 9. London Bridge Is Falling Down, une comptine britannique. 10. Forest Green, adaptation de la chanson traditionnelle O Little Town of Bethlehem 11. She'll Be Coming'Round the Mountain, chanson américaine. 12. How Much Is That Doggie in the Window de Bob Merrill. 13. Le Bon, la Brute et le Truand, thème de Ennio Morricone. Musiques de jeux vidéo 1. Fight de Tim Wright — tiré de Awesome 2. Main Theme de David Whittaker — tiré de Menace 3. Opening de David Whittaker — tiré de Shadow of the Beast 4. Level 2.3 de Tim Wright — tiré de Shadow of the Beast II |

Gary Timmons réalise les animations des lemmings. Il leur donne également vie en dehors de l'écran en ébauchant quelques esquisses utilisées par l'éditeur pour la communication. Scott Johnston, l'auteur de Hired Guns (1993), dessine tous les décors du jeu, en 16 couleurs. Tim Wright et Brian Johnson (le frère) composent les musiques et les effets sonores. La bande son contient 21 morceaux et mélange des compositions originales et des reprises de la musique folk et de la musique classique. Madame Johnson (la mère) aurait prêté sa voix aux lemmings, dont les répliques redondantes (« Let's Go! », « Oh No! »), sont entrées dans la mémoire du jeu.
Le mode deux joueurs et la séquence d'introduction et de fin sont implémentés à la fin du développement. Le mode deux joueurs est motivé par les parties en réseau local que se livrent les développeurs sur Stunt Car Racer et Populous. Après avoir testé un mode deux joueurs par connexion null modem, Jones se rabat sur la capacité de l'Amiga à gérer deux souris en simultané, possibilité partagée par l'Atari ST. Jones et Timmons réalisent la séquence d'animation d'ouverture qui occupe la première des deux disquettes de jeu (une marque de fabrique des productions Psygnosis). Jones met un point d'honneur à soigner la séquence de fin de ces jeux pour récompenser les efforts du joueur. Pour Lemmings, il a l'idée de numériser une photo et les applaudissements des membres de l'équipe.
Dave Jones termine la version Amiga pour Noël 1990. Brian Watson programme la version ST (Mike Dailly l'a entamé). Russel Kay s'attèle à la version PC au terme de son cursus universitaire, un jeu qu'il n'en finira pas de réécrire en raison de son succès. Steve Hammond adapte les graphismes aux standards CGA et EGA.

## Commercialisation
Lemmings est d'abord commercialisé en Angleterre, le 14 février 1991 sur Amiga, le jour de la Saint-Valentin, et en mars sur Atari ST, au prix moyen de 250 francs français. Lemmings rencontre un succès fulgurant. Le jour de sa sortie, il s’écoule à 55 000 exemplaires : quasiment autant que les deux premiers jeux de Dave Jones réunis sur l'ensemble de leur cycle de vie. Le jeu reste no 1 des charts Amiga pendant trois mois en Angleterre et devient « sans doute » le jeu le plus vendu sur la machine. En comptabilisant tous les portages, le titre se serait écoulé à 15 millions d’unités.
Lemmings est le plus gros succès en date de DMA Design et de Psygnosis. Après la sortie de Lemmings 2 et Walker en 1993, Dave Jones délaisse la programmation pour se tourner davantage vers le game design. Il collabore avec Nintendo sur différentes productions et revend DMA Design à l'éditeur anglais Gremlin Interactive en 1997 avant de créer la série Grand Theft Auto, devenue dans les années 2000 l'une des plus grosses franchises de l'histoire du jeu vidéo. Le président de Psygnosis, Ian Hetherington, parle d'une « ère post-lemmings » pour sa société, marquée par d'importants investissements dans les technologies 3D et CD-ROM, et le rachat de la société par Sony Corporation en 1993. Les droits du jeu sont depuis la propriété de Sony Computer Entertainment, le fabricant de la PlayStation.

## Accueil
| Aperçu des notes dans les médias | Aperçu des notes dans les médias |
| Média                            | Note                             |
| -------------------------------- | -------------------------------- |
| ACE                              | 910 sur 1000 (AM, SNES),         |
| Amiga Format                     | 92 sur 100 (AM)                  |
| CU Amiga                         | 94 sur 100 (AM)                  |
| Consoles +                       | 99 sur 100 (SNES)                |
| Crash                            | 91 sur 100 (ZX)                  |
| Dragon Magazine                  | 5/5                              |
| Famitsu                          | 35 sur 40 (SNES)                 |
| Génération 4                     | 100 sur 100 (AM)                 |
| Joystick                         | 97 sur 100 (AM)                  |
| Player One                       | 87 sur 100 (MD)                  |
| ST Format                        | 94 sur 100 (ST)                  |
| The One                          | 96 sur 100 (AM)                  |
| Tilt                             | 19 sur 20 (AM, ST, SNES)         |
| Your Sinclair                    | 91 sur 100 (ZX)                  |
| Zzap!                            | 94 sur 100 (AM)                  |

Lemmings reçoit des critiques enthousiastes dans la presse spécialisée, qui plébiscite l'originalité du titre,,. Les publications Génération 4 et Amiga User International lui attribuent la note maximale.
Il reçoit de nombreuses récompenses de la presse : « jeu de l'année » par le magazine américain Amiga World, Choice Award par le magazine américain Compute!, « jeu de réflexion » de l'année par Génération 4 et GamePlayers et « jeu le plus original sur console » par Tilt.
Lemmings se distingue d'autres jeux de réflexion de l'époque, comme le célèbre Tetris (1985), en mettant en scène une multitude de créatures animées dans des environnements concrets. Les lemmings sont des êtres expressifs, capables de mimiques et de paroles. Après avoir posé la dernière marche de son escalier, un constructeur se tourne brièvement vers le joueur pour l'interpeller en haussant des épaules avant de poursuivre son chemin, quitte à se jeter dans le vide. Le game designer Ernest Adams estime que la base du gameplay ne requiert pas cette variété d'environnements et de détails dans les animations mais que ces éléments sont une part essentielle dans le succès du jeu.
Selon Amiga Power, le titre joue sur l'émotion du joueur de manière peu commune pour l'époque, ce qui participe à son caractère addictif. Il appelle une attitude bienveillante de la part du joueur, mais autorise aussi les comportements sadiques envers ces créatures peu coopérantes. Fumito Ueda, le créateur d'Ico et de Shadow of the Colossus, explique avoir été impressionné par Lemmings : « J'ai senti la vie prendre forme sur l'écran du téléviseur pour la première fois de ma vie. ». Yuji Naka, le créateur de Sonic, partage cette impression : « Avoir des centaines de personnages qui se déplacent simultanément et agissent différemment m'a vraiment fasciné à l'époque ». Il estime que Lemmings constitue une référence en matière de conception de personnages dans le sens où les créatures sont définies par des comportements rattachés à une réalité animale.
Selon une enquête menée par l'ELSPA publiée en 2003, Lemmings fait partie des trente jeux les plus populaires chez les joueurs du Royaume-Uni. Lemmings est cité comme l'un des jeux Amiga les plus influents par le magazine Wired News en 2007 et l'un des plus représentatifs de l' « expérience Amiga » par Ars Technica en 2008. En mars 2009, le magazine Edge inclut Lemmings dans son classement des « 100 meilleurs jeux à jouer aujourd'hui » et note que le titre concocte un curieux mélange d'habilité à la double-pensée et de profonde simplicité dans sa formule du save them all (« sauvez-les tous »).

## Les différentes versions
| Les différentes versions : date et région de commercialisation | Les différentes versions : date et région de commercialisation | Les différentes versions : date et région de commercialisation | Les différentes versions : date et région de commercialisation |
| Plate-forme                                                    | Date de sortie par région                                      | Date de sortie par région                                      | Date de sortie par région                                      |
| Plate-forme                                                    | Europe                                                         | États-Unis                                                     | Japon                                                          |
| -------------------------------------------------------------- | -------------------------------------------------------------- | -------------------------------------------------------------- | -------------------------------------------------------------- |
| 3DO                                                            | -                                                              | 6 août 1994                                                    | 24 juin 1994                                                   |
| Amstrad CPC                                                    | 1992                                                           | -                                                              | -                                                              |
| Amiga                                                          | 14 février 1991                                                | 1991                                                           | -                                                              |
| Amiga CD32                                                     | Février 1994                                                   | -                                                              | -                                                              |
| Archimedes                                                     | 1992                                                           | -                                                              | -                                                              |
| Atari ST                                                       | Mars 1991                                                      | -                                                              | -                                                              |
| CD-i                                                           | 1er juin 1993                                                  | 1993                                                           | -                                                              |
| CDTV                                                           | 1992                                                           | -                                                              | -                                                              |
| Commodore 64                                                   | 1993                                                           | -                                                              | -                                                              |
| Game Boy                                                       | 1993                                                           | Août 1994                                                      | 23 septembre 1993                                              |
| Game Boy Color                                                 |                                                                | 7 avril 2000                                                   | 12 décembre 2000                                               |
| Game Gear                                                      | 1994                                                           | 6 décembre 1994                                                | 5 février 1993                                                 |
| FM Towns, Marty                                                | -                                                              | -                                                              | 1993                                                           |
| Lynx                                                           | 1992                                                           | -                                                              | -                                                              |
| Macintosh                                                      | 1993                                                           |                                                                | -                                                              |
| Master System                                                  | 1992                                                           | -                                                              | -                                                              |
| Mega Drive                                                     | 1992                                                           | 2 février 1994                                                 | 20 novembre 1992                                               |
| Nintendo                                                       | 1992                                                           | Novembre 1992                                                  | -                                                              |
| PC (MS-DOS)                                                    | 21 juillet 1991                                                | 1991                                                           | -                                                              |
| PC (Windows)                                                   | 1995                                                           | 1995                                                           | -                                                              |
| PC Engine (Super CD-ROM²)                                      | -                                                              | -                                                              | Novembre 1992                                                  |
| PC-98                                                          | -                                                              | -                                                              | 1991                                                           |
| PlayStation                                                    | Septembre 1998                                                 | 1er octobre 1998                                               | -                                                              |
| PlayStation Portable                                           | 15 mars 2006                                                   | 23 mai 2006                                                    | 9 mars 2006                                                    |
| PlayStation 2                                                  | 13 octobre 2006                                                | -                                                              | -                                                              |
| SAM Coupé                                                      | 1993                                                           | -                                                              | -                                                              |
| Sharp X68000                                                   | -                                                              | -                                                              | 1er novembre 1991                                              |
| Super Nintendo                                                 | 22 octobre 1992                                                | Mars 1992                                                      | 18 décembre 1991                                               |
| Téléphone mobile (Java 2 ME)                                   | 2005                                                           | 2005                                                           | -                                                              |
| Thomson TO8                                                    | 2006                                                           | -                                                              | -                                                              |
| ZX Spectrum                                                    | 1991                                                           | -                                                              | -                                                              |

Lemmings est l'une des productions les plus « débauchées » de l'histoire du jeu vidéo : le jeu est officiellement adapté sur une trentaine de supports différents.
Lemmings (レミングス) est édité au Japon dès la fin de l'année 1991 sur les ordinateurs Sharp X68000 et PC-98 et la console Super Nintendo, la première version console à paraître.
Une adaptation sur système d'arcade, produite par Data East, est initiée en 1991  mais ne dépasse pas le stade de prototype.
Les adaptations sont fidèles à l'esprit de l'original. Les différences portent sur le nombre de niveaux, le nombre de lemmings maximum, la présence du mode deux joueurs, des 4 niveaux spéciaux, de l'écran de contrôle et de la fonction de variation de la fréquence d'entrée des lemmings. Une évolution importante concerne l'interface, qui est adaptée à la manette pour les versions consoles (et à au clavier pour la version MS-DOS). Les termes « 666 » et « Heaven » ont été censurés dans certaines adaptations consoles.
Diverses adaptations non officielles, ou clones, voient également le jour : sur les ordinateurs Apple IIgs et MSX2, les consoles Game Boy Advance et Nintendo DS, sur des calculatrices programmables, sur navigateur Web (langage DHTML, Java), sur Pocket PC, etc. Il inspire également le développement de niveaux additionnels, de variantes comme Pingus (2003), où les lemmings font place à des manchots, et de dérivés, comme Operation Lemming (1991), un jeu de tir dans lequel les lemmings deviennent les cibles à abattre.

## À noter
- Un guide officiel, Lemmings: The Official Companion, est publié en 1993 chez Prima Publishing (288 pages). Il inclut une extension qui comprend 16 niveaux tirés de Oh No! More Lemmings.
- Les jeux Leander (1991) et Hired Guns (1993), produits par Psygnosis, contiennent une référence à Lemmings.